# Francon d'Amiens
Francon d'Amiens (? - 21 février 912) fut grand prieur puis abbé de l'abbaye Saint-Pierre de Corbie. Pour protéger l'abbaye et la ville des raids vikings, il fit construire des fortifications et s’arrogea les pouvoirs d'un comte : rendit la justice, battit monnaie, etc.

## Biographie

### Famille
Francon était issu d'une grande famille noble de l'époque carolingienne, son demi-frère d'Ermenfroi était, entre autres, comte d'Amiens. Il était donc membre de la Maison de Valois-Vexin-Amiens qui détint le comté d'Amiens jusqu'à la fin du XIᵉ siècle.

### Face aux Vikings
Francon devint moine puis grand prieur de l'abbaye de Corbie. En 881, il dut faire face à la mise à sac et l'incendie de l'abbaye par les Vikings. Il décida alors la construction d'un rempart qui engloba l'abbaye et les maisons construites dans le voisinage donnant naissance ainsi à la ville de Corbie. L'enceinte garnie de tours était percée de trois portes fortifiées.
Le royaume des Francs vivait une période troublée, en plus de subir les incursions vikings, le royaume était divisé entre partisans du roi carolingien Charles le Simple et partisans du roi capétien, Eudes. Ce dernier passa par Corbie en 896, date à partir de laquelle fut entreprise la construction de l'enceinte fortifiée de la ville et de l'abbaye. 
Francon obtint du roi Charles le Simple, par un diplôme du 9 novembre 901, la confirmation des privilèges accordés par ses prédécesseurs, les titres antérieurs ayant été détruits lors des incursions vikings. Ce diplôme étendit le privilège de l'immunité au château que les religieux avaient fait construire dans l'enceinte de l'abbaye. Une bulle du pape, du 26 décembre 903, confirma les privilèges de l'abbaye.

### La translation des reliques de saint Gentien
La légende de la translation des reliques de saint Gentien est ainsi relatée : Francon se désolant de n'avoir dans son abbatiale aucune relique d'un saint renommé, pouvant attirer à Corbie de nombreux pèlerins demanda à Otger, évêque d'Amiens de lui faire don d'une sainte relique de la cathédrale, comme il venait de la faire à la collégiale de Saint-Quentin. L'évêque était dans l'expectative, voulant bien faire plaisir à son ami Francon mais craignant de mécontenter les fidèles. Il eut recours à la ruse : s'étant éloigné d'Amiens quelque temps, il avait au préalable ordonné aux gardes du trésor de la cathédrale de prêter main-forte aux hommes de Francon qui s'étant introduits nuitamment dans la cathédrale s'emparèrent de la châsse contenant les reliques de saint Gentien, quittant la cathédrale au petit matin pour regagner Corbie. C'est alors que les gardes donnèrent l'alerte. Les Amiénois mécontents poursuivirent alors les Corbéens et s’apprêtaient à les rejoindre à mi-chemin entre Amiens et Corbie. C'est alors que produisit un épais brouillard qui empêcha les Amiénois de voir les Corbéens. Lorsque le brouillard se dissipa, les Corbéens avec les saintes reliques avaient disparu. Les Amiénois acceptèrent le fait accompli. Une fois arrivés à l'abbaye, les serfs qui avaient pris part à l'expédition furent affranchis par Francon. Une fête annuelle fut instituée pour rappeler cet événement sur les lieux où le brouillard était apparu. Une croix fut érigée au lieu-dit, l'Indict. On peut toujours, de nos jours, voir en ce lieu une croix en fer forgé, entourée d'arbres.
Cette translation des reliques de saint Gentien se déroula en 893

### Naissance d'une seigneurie banale
Devant la carence du pouvoir royal, Francon s'attribua les pouvoirs militaires et judiciaires d'un comte allant même jusqu'à frapper sa propre monnaie. Cinq de ces deniers frappés avant 898 ont été retrouvés dans le Trésor d'Arras. Ces deniers sont l'un des tout premiers monnayages seigneuriaux qui nous soit parvenu. Francon obligea les seigneurs vassaux de l'abbaye au service militaire, réunit trois plaids par an où furent convoqués tous les hommes liges de l'abbaye et y rendit la justice. Il exerça les pouvoirs d'un comte sans en avoir le titre. En 893, il fit construire deux moulins sur l'Ancre alors appelé Corbeia.

### Une fin d'abbatiat contestée?
Selon le Père Daire, Francon fut relégué par les moines hors de l'abbaye, pour une raison inconnue. En 898, Foulques le Vénérable, archevêque de Reims leur enjoignit de revenir sur leur décision et Francon mourut à l'abbaye de Corbie, en mars 911.
Selon Dom Grenier, C'est l'abbé Heilon prédécesseur de Francon qui fut déposé par les moines en raison de ses infirmités, mais ils en furent tancés par l'archevêque de Reims. Francon mourut en février 912.